# 弗洛林·加多斯
弗洛林·加多斯（羅馬尼亞語：Florin Gardoș；1988年10月29日—）是一位羅馬尼亞足球運動員。在場上的位置是中後衛。現時效力於羅甲卡拉奧華大學。他也代表羅馬尼亞國家足球隊參賽。